# Przenawożenie
Przenawożenie – zastosowanie nadmiernych dawek nawozów w stosunku do potrzeb roślin. Część składników pokarmowych, niepobranych przez rośliny, może wpływać ujemnie na ich jakość (azot, potas), ulec retrogradacji (fosfor) lub wypłukaniu z gleby zatruwając wody rzek (azot).